# Thatcherisme
Thatcherismen er en fællesbetegnelse for den politik, som blev ført af Margaret Thatcher under hendes tid som Storbritanniens premierminister i årene 1979-1990.
Hovedpunkterne i thatcherismen er:
- Markedsøkonomi
- Privatisering af statslige foretagender
- Kraftig sænkning af skattesatser, delvis finansieret ved fjernelse af særordninger og fradrag
- Individualisme og selvhjulpenhed frem for omfordeling
- Skepsis over for EU

Thatcherismen har betydet et øget fokus på borgeren som skatteyder og på effektivisering gennem management-tænkning. Margaret Thatcher var desuden imod fagforeningernes magt, som hun mente bar en stor del af skylden for landets økonomiske problemer i 1970'erne. Ikke mindst utilfredshed med omfattende strejker i vinteren 1978-79 (siden kendt som "utilfredshedens vinter" (the winter of discontent)) førte til Thatchers valg til premierminister i 1979 under sloganet "Labour isn't working". Thatcherismens ideologiske udgangspunkt var Friedrich von Hayek og Milton Friedman. Thatcherismen kan ses som led i en international tendens til politisk højredrejning i 1980'erne efter en periode med venstredominans i 1970'erne. Den vigtigste eksponent herfor var formentlig Ronald Reagan i USA, men tendensen omfattede også f.eks. Helmut Kohl i Tyskland, Ruud Lubbers i Holland og Poul Schlüter i Danmark. 
| filosofi | Spire Denne filosofiartikel er en spire som bør udbygges. Du er velkommen til at hjælpe Wikipedia ved at udvide den. |

| Politik | Spire Denne artikel om politik og ideologi er en spire som bør udbygges. Du er velkommen til at hjælpe Wikipedia ved at udvide den. |